# Wizardry 3: Legacy of Llylgamyn
Wizardry 3: Legacy of Llylgamyn, ursprünglich auch Wizardry: Legacy of Llylgamyn – The Third Scenario, ist ein Computer-Rollenspiel des US-amerikanischen Entwicklers und Publishers Sir-Tech aus dem Jahr 1983. Es ist der dritte Teil der Wizardry-Reihe und die Fortsetzung zu Wizardry 2: The Knight of Diamonds. Das Spiel setzt den Besitz und die Beendigung des Vorgängers voraus, da der Spielstand daraus übernommen wird. Es ist der vorläufige Abschluss des mit Wizardry: Proving Grounds of the Mad Overlord begonnenen Handlungsbogens. 1987 folgte mit Wizardry 4: The Return of Werdna eine Fortsetzung, die nochmal die Handlung von Proving Grounds of the Mad Overlord aufgriff.

## Handlung
Fünf Generationen nach der Wiedererlangung des „Staff of Gnilda“ drohen Erdbeben und plötzliche Vulkanausbrüche die Stadt Llylgamyn zu vernichten. Die einzige Rettung sehen die Gelehrten in der Bergung einer mythischen Kugel des weiblichen Großdrachen L'kbreth, einer der fünf Nachkommen der Weltenschlange. Dieser „Orb of Earithin“ befindet sich an der Spitze ihres Höhlenverstecks, bewacht sowohl von guten als auch bösen Mächten. Nur die Nachfahren der Helden von Wizardry 2 mit dem magisch verbundenen Wissen ihrer Vorfahren sollen in der Lage sein, die Kugel zu bergen.

## Spielprinzip
In Wizardry 3 können die Spielstände der ersten beiden Teile der Serie importiert werden. Die Helden werden namentlich und mit ihrer Klasse übernommen, können aber eine neue Gesinnung (gut, böse, neutral) wählen und werden auf Stufe 1 zurückgesetzt. Das grundlegende Spielsystem blieb weitgehend unberührt und lehnte sich weiterhin stark an Dungeons & Dragons an. Besonders im Vergleich zu den Vorgängern ist, dass der sechs Ebenen umfassende Dungeon die Gesinnung der Helden (gut, böse, neutral) überprüft. Der erste Level kann von allen Gesinnungen betreten werden, der zweite und vierte nur von Gruppen ohne böse Charaktere, der dritte und fünfte nur ohne gute Charaktere. Auf dem sechsten Level wiederum muss entweder ein guter oder ein böser Charakter in der Gruppe sein, was durchgängig neutrale Gruppen ebenfalls ausschließt. Da gemäß Regelwerk gute und böse Charaktere niemals gleichzeitig in einer Gruppe sein können, muss der Spieler die Zusammensetzung seiner Gruppe zwischenzeitlich ändern, um das Spiel beenden zu können.

## Entwicklung
Mit Wizardry 3 erhielt die Serie ein grafisches Update durch die Einführung eines Window Managers, als eines der ersten Computerspiele mit dieser Funktion. Die Unterteilung in bis zu fünf Fenster erlaubte es, unterschiedliche Informationsfenster geöffnet zu haben oder zu schließen (z. B. die Charakterangaben, die bildliche Wiedergabe des Dungeons) und diese ggf. auf die gesamte Bildschirmgröße zu maximieren. Wizardry 3 unterstützte wie seine Vorgänger den nativen Modus des Commodore 128.

## Rezeption

### Zeitgenössische Rezensionen
Das britische Magazin Micro Adventurer kritisierte die Werbeaussagen des Entwicklers Sir-Tech, dass die Fenstertechnik des Spiels gleichwertig mit der des Apple Lisa sei, gestand der Präsentation aber zu, eine deutliche Verbesserung gegenüber den Vorgängerspielen darzustellen. Ansonsten warte das Spiel mit allen positiven Aspekten der Vorgänger auf und sei hochgradig unterhaltsam. Die US-amerikanische Computer Gaming World bezeichnete Wizardry 3 als „Qualitätsprodukt“, aber auch als „sehr herausforderndes Abenteuer“. Die gegenüber dem Vorgänger erweiterte graphische Präsentation ermögliche dem Spieler mehr Kontrolle über den Informationsfluss des Spiels. Wizardry 3 sei dem Vorgänger in jeder Hinsicht überlegen und würde diejenigen, die von The Knight of Diamonds enttäuscht waren, wieder mit der Spieleserie versöhnen. Man würde die Aufregung, die man beim Spielen von Teil 1 der Serie verspürte, in Teil 3 wieder erleben und die angekündigten Nachfolger herbeisehnen.

### Retrospektiven
Scorpia, die langjährige Rollenspielspezialistin der Computer Gaming World, schrieb 1991 und 1993 rückblickend, dass das Spiel eine Wiederholung des ersten Wizardry mit einigen Ausschmückungen sei und es sich mit Ausnahme der Gesinnungstests wenig von den vorherigen Spielen unterscheide.

### Auszeichnungen
1984 wählten die Leser der Softline in der letzten Ausgabe des Magazins (erschienen unter dem Magazintitel „St. Game“) das Spiel hinter Lode Runner auf Platz 2 der besten Computerspiele des Jahres 1983 (mit Wizardry: Proving Grounds of the Mad Overlord als Allzeit-Gewinner).